# Portimão Global Ocean Race
Das Portimão Global Ocean Race (PGOR) war eine internationale Segelregatta rund um die Welt, die 2008/2009 zum ersten Mal ausgetragen wurde.
Die Wettfahrt wurde für Solo-Einhandsegler (Kategorie Solo/Open 40) und Zweiercrews (Kategorie Double Handed/Open 40) mit kleinen Budgets geschaffen. Die Initiatoren waren die beiden ehemaligen Profisegler Josh Hall und Brian Hancock.
Die sechs Yachten (zwei Solo, vier Crews) starteten am 12. Oktober 2008 im portugiesischen Portimão und sollten am 21. Juni 2009 dort wieder festmachen.
Die zweite Auflage des Rennens, diesmal unter dem Namen Global Ocean Race, fand in den Jahren 2011 und 2012 statt. Von sechs Teilnehmern erreichten vier das Ziel in Les Sables-d’Olonne. Weitere Ausgaben des Rennens scheiterten an mangelndem Sponsoren- und Teilnehmerinteresse.

## Regattateilnehmer

### Solo Open 40
- Roaring Forty,  Belgien, Skipper: Michel Kleinjans
- Hayai,  Niederlande, Skipper: Nico Budel

### Double Handed Open 40
- Kazimir Partners,  Südafrika, Mannschaft: Lenjohn Van Der Wel und Peter Van Der Wel
- Mowgli,  Vereinigtes Königreich, Mannschaft: Jeremy Salvesen und David Thomson
- Desafio Cabo de Hornos,  Chile, Mannschaft: Felipe Cubillos und José Muñoz (Segler)
- Beluga Racer,  Deutschland, Mannschaft: Boris Herrmann und Felix Oehme[2]

## Regattastrecke
Aufgeteilt war das Rennen in fünf Etappen mit einer Gesamtlänge von rund 30.000 Seemeilen (55.560 Kilometer). Mit dem Portimão Global Ocean Race wurde erstmals ein Open 40-Rennen durch den Southern Ocean (2. Etappe) und rund um Kap Hoorn (3. Etappe) veranstaltet.

### 1. Etappe: Portimão (Portugal) – Kapstadt, Südafrika
- Start: 12. Oktober 2008
- Ergebnisse:
  - Solo:
    - Sieger:  Roaring Forty, Zieldurchgang nach: 36 Tagen, 23 Stunden, 40 Minuten, 1 Sekunde
    - Zweiter:  Hayai, Zieldurchgang nach:  42 Tagen, 21 Stunden, 37 Minuten, 31 Sekunden

- Double Handed:

- Sieger:  Beluga Racer, Zieldurchgang nach:  34 Tagen, 21 Stunden, 58 Minuten, 14 Sekunden
- Zweiter:  Desafio Cabo de Hornos, Zieldurchgang nach:  35 Tagen, 1 Stunde, 6 Minuten, 23 Sekunden
- Dritter:  Mowgli, Zieldurchgang nach:  35 Tagen, 21 Stunden, 22 Minuten, 45 Sekunden
- Vierter:  Kazimir Partners, Zieldurchgang nach:  45 Tagen, 4 Stunden, 55 Minuten, 24 Sekunden

### 2. Etappe: Kapstadt – Wellington, Neuseeland
- Start: 13. Dezember 2008
- Ergebnisse:
  - Solo:
    - Sieger:  Roaring Forty, Zieldurchgang nach:  36 Tagen, 3 Stunden, 24 Minuten, 55 Sekunden
    - Zweiter:  Hayai (Aufgabe und Bergung)

- Double Handed:

- Sieger:  Beluga Racer, Zieldurchgang am 15. Januar 2009 nach 32 Tagen 3 Stunden 31 Minuten 37 Sekunden, Durchschnittsgeschwindigkeit 8,93 Knoten
- Zweiter:  Desafio Cabo de Hornos, Zieldurchgang nach: 32 Tagen, 7 Stunden, 2 Minuten,  20 Sekunden
- Dritter:  Mowgli, Zieldurchgang nach: 37 Tagen, 15 Stunden, 0 Minuten, 35 Sekunden
- Vierter:  Kazimir Partners (Aufgabe wegen Mastproblemen)

### 3. Etappe: Wellington – Ihabela, Brasilien
- Start: 15. Februar 2009
- Ergebnisse:
  - Solo:
    - Sieger: Roaring Forty , Zieldurchgang nach: 41 Tagen, 2 Stunden, 50 Minuten, 30 Sekunden

- Double Handed:

- Sieger:  Desafio Cabo de Hornos, Zieldurchgang nach: 40 Tagen, 11 Stunden, 47 Minuten, 54 Sekunden
- Zweiter:  Beluga Racer, Zieldurchgang nach: 40 Tagen, 12 Stunden, 39 Minuten, 54 Sekunden
- Dritter:  Mowgli, Zieldurchgang nach: 40 Tagen, 21 Stunden, 21 Minuten, 35 Sekunden

### 4. Etappe: Ihabela – Charleston, South Carolina, USA
- Start: 5. April 2009
- Ergebnisse:
  - Solo:
    - Sieger:  Roaring Forty, Zieldurchgang nach: 23 Tagen, 6 Stunden, 44 Minuten, 55 Sekunden

- Double Handed:

- Sieger:  Beluga Racer, Zieldurchgang nach: 21 Tagen, 8 Stunden, 49 Minuten, 47 Sekunden
- Zweiter:  Desafio Cabo de Hornos, Zieldurchgang nach:  22 Tagen, 1 Stunde, 55 Minuten, 3 Sekunden
- Dritter:  Mowgli, Zieldurchgang nach:  23 Tagen, 21 Stunden, 35 Minuten, 00 Sekunden

### 5. Etappe: Charleston – Portimão
- Start: 31. Mai 2009
- Ergebnisse:
  - Solo:
    - Sieger:  Roaring Forty, Zieldurchgang nach: 20 Tagen, 22 Stunden, 51 Minuten, 28 Sekunden

- Double Handed:

- Sieger:  Desafio Cabo de Hornos, Zieldurchgang nach:  15 Tagen, 21 Stunde, 7 Minuten, 5 Sekunden
- Zweiter:  Beluga Racer, Zieldurchgang nach: 16 Tagen, 17 Stunden, 34 Minuten, 42 Sekunden
- Dritter:  Mowgli, Zieldurchgang nach:  17 Tagen, 18 Stunden, 59 Minuten, 55 Sekunden

## Gesamtsieger
- Solo:  Roaring Forty, Michel Kleinjans
- Double Handed:  Beluga Racer, Boris Herrmann und Felix Oehme